# Copa del Món de Futbol de 2018

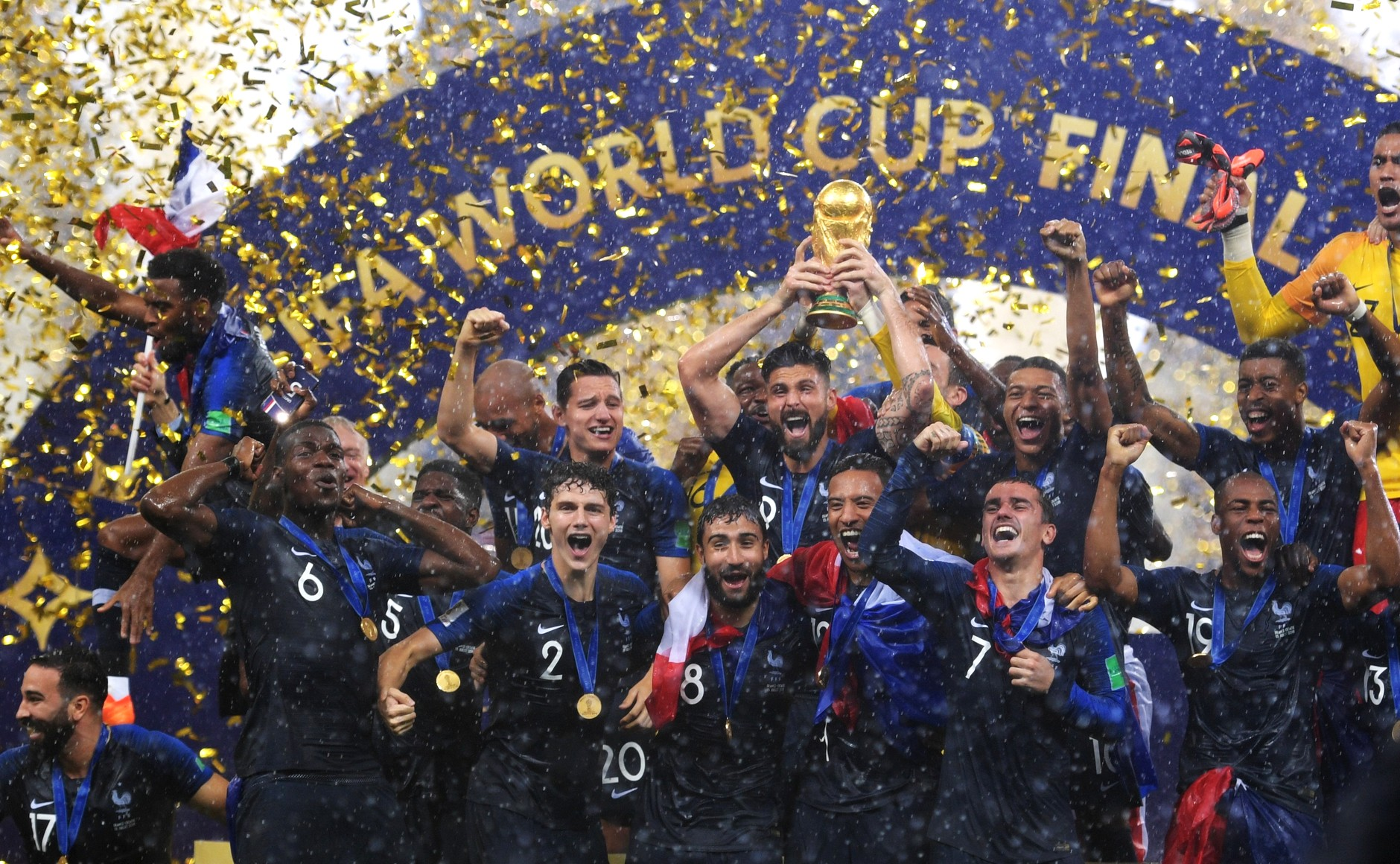
França celebra el títol mundial.

La Copa del Món de Futbol de 2018 va ser la XXIa edició de la Copa del Món de la FIFA, una competició de futbol internacional quadriennal que se celebra entre les seleccions nacionals masculines de les associacions membres de la FIFA. Es va celebrar entre el 14 de juny i el 15 de juliol de 2018 a Rússia. Aquest país va rebre els drets per allotjar la competició el 2 de desembre de 2010.
Es tracta de la primera Copa del Món que se celebra a l'Europa de l'Est, i l'onzena edició que se celebra al continent europeu. Per primera vegada en la història el torneig es disputa en dos continents diferents (Europa i Àsia). Tots els estadis menys un es trobaven a la Rússia europea, amb l'objectiu de mantenir un programa de viatges prou adequat. Amb un cost estimat de 14.200 milions de dòlars, es tracta de la Copa del Món més cara de la història.
La fase final consisteix en 32 seleccions nacionals, incloent 31 equips seleccionats mitjançant diferents fases classificatòries, i la selecció hoste, que es va classificar automàticament. Dels 32 equips, 20 repetien la seva participació de l'edició de 2014, inclosa la vigent campiona, la selecció alemanya, mentre que tant la selecció islandesa com la selecció panamenya participaven en una Copa del Món per primera vegada en la seva història. Es van disputar un total de 64 partits en 12 estadis situats en 11 ciutats diferents. La final es disputà el 15 de juliol a l'Estadi Lujniki de Moscou.

## Selecció de la seu
El 29 d'octubre de 2007 la FIFA va anul·lar el sistema de rotació de continents, encara que els països pertanyents a les confederacions que van albergar les dues edicions anteriors no poden presentar ara candidatures. Això descartaria els països de l'Àfrica (Sud-àfrica organitzarà l'edició de 2010) i Amèrica del Sud (Brasil farà el mateix el 2014) com a possibles organitzadors. El Comitè Executiu va confirmar el 20 de desembre a Tòquio que la FIFA obrirà un procés de candidatura simultani per als dos tornejos. El gener de 2009, es van enviar els formularis d'inscripció de candidatura a les associacions, i el Comitè Executiu de la FIFA nomenarà els dos amfitrions al final del procés de candidatura el desembre de 2010.

### Calendari
| Data                | Esdeveniments                                                   |
| ------------------- | --------------------------------------------------------------- |
| 15 de gener de 2009 | Inici formal de recepció de candidatures                        |
| 2 de febrer de 2009 | Tancament per presentar les candidatures                        |
| 16 de març de 2009  | Termini final per a la presentació dels formularis d'inscripció |
| 14 maig 2010        | Cap de presentació de l'informe complet per al concurs          |
| 2 desembre 2010     | FIFA anunciarà les seus de 2018 i de 2022                       |

### Política de rotació de continents

Confederacions FIFA

Després de la selecció de les candidatures de la Copa del Món de Futbol de 2006, la FIFA va decidir una nova política per a determinar els amfitrions de les futures edicions. Les sis confederacions del món —que corresponen aproximadament als continents— es tornarien per a allotjar els campionats, per a una edició específica, dins de les seves associacions nacionals. Aquest sistema es va iniciar amb la selecció de (Sud-àfrica) 2010 i (Brasil) 2014, només oberta a membres CAF i CONMEBOL, respectivament.
El setembre de 2007, el sistema de rotació va ser objecte d'examen quan es va proposar que només les dues últimes confederacions seus de la Copa del Món no poguessin ser escollides. Aquesta proposta va ser aprovada el 29 d'octubre de 2007, a Zúric, Suïssa pel Comitè Executiu de la FIFA. En virtut d'aquesta política, només és permesa una oferta de la regió de l'Amèrica del Nord, Àsia, Europa, o Oceania per a 2018, ja que Àfrica i Amèrica del Sud no són elegibles. De la mateixa manera, cap membre de la CONMEBOL podria haver fet una oferta per a 2022, ja que aquesta confederació fou escollida pel 2014.

### Candidats inscrits a la FIFA a competir per l'organització
Els països que van expressar la seva intenció d'organitzar aquest torneig i el següent al President de la FIFA, Joseph Blatter, van ser els següents:
- Austràlia
- Anglaterra
- Corea del Sud
- Indonèsia
- Japó
- Qatar
- Rússia
- Estats Units
- Països Baixos i Bèlgica
- Espanya i Portugal

### Candidatures descartades
- Mèxic

El gener de 2009, la Federació Mexicana de Futbol va demanar a la FIFA ser seu del Mundial 2018, aprofitant la seva experiència en organitzar les Copes Mundials de 1970 i 1986, a més de comptar amb una gran afició futbolística. Tanmateix, el 28 de setembre del mateix any, Decío de María, secretari tècnic de la Federació, va descartar la candidatura a organitzar el Mundial de 2018 o 2022 causa de la falta de solvència econòmica del país per assumir els costos de l'esdeveniment.

### Votacions

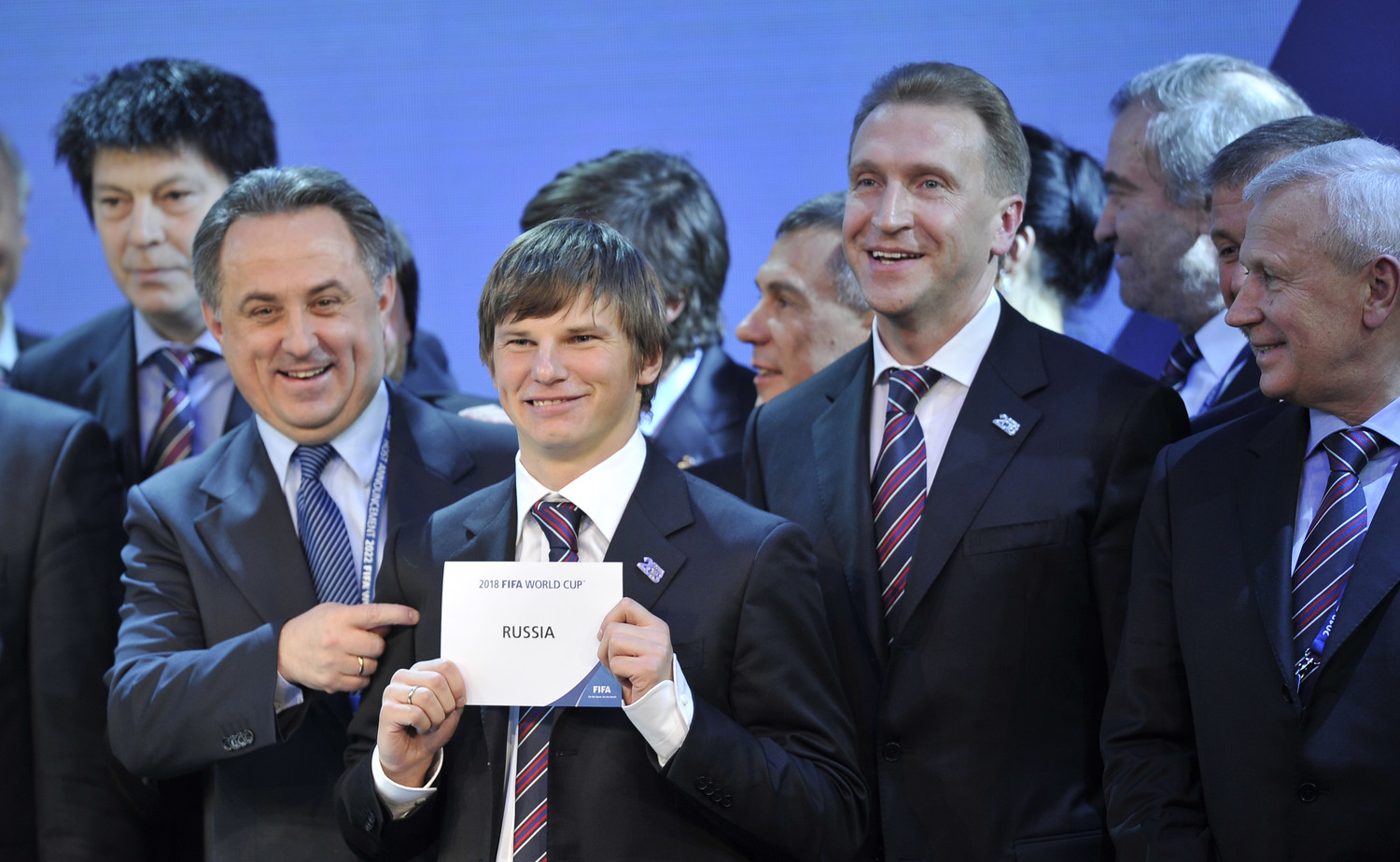
Representants de Rússia celebrant l'elecció el desembre de 2010.

Els resultats de la votació són els següents:
| Candidatures            | Vots          | Vots         |
| Candidatures            | Primera ronda | Segona ronda |
| ----------------------- | ------------- | ------------ |
| Rússia                  | 9             | 13           |
| Portugal i Espanya      | 7             | 7            |
| Bèlgica i Països Baixos | 4             | 2            |
| Anglaterra              | 2             | Eliminada    |

## Seus
| Moscou            | Moscou | Sant Petersburg                                                                                           | Kaliningrad                     |
| ----------------- | --- | --- | ------------------------------- |
| Estadi Lujniki    | Otkritie Arena                                                                                            | Estadi Krestovski                                                                                         | Estadi de Kaliningrad           |
| Capacitat: 81.000 | Capacitat: 44.929                                                                                         | Capacitat: 66.881                                                                                         | Capacitat: 35.000               |
|                   | | |                                 |
| Kazan             | MoscouSant PetersburgKaliningradNijni NóvgorodKazanSamaraVolgogradSaranskSotxiRostov del DonIekaterinburg | MoscouSant PetersburgKaliningradNijni NóvgorodKazanSamaraVolgogradSaranskSotxiRostov del DonIekaterinburg | Nijni Nóvgorod                  |
| Kazan Arena       | MoscouSant PetersburgKaliningradNijni NóvgorodKazanSamaraVolgogradSaranskSotxiRostov del DonIekaterinburg | MoscouSant PetersburgKaliningradNijni NóvgorodKazanSamaraVolgogradSaranskSotxiRostov del DonIekaterinburg | Nijni Nóvgorod Stadium          |
| Capacitat: 45.105 | MoscouSant PetersburgKaliningradNijni NóvgorodKazanSamaraVolgogradSaranskSotxiRostov del DonIekaterinburg | MoscouSant PetersburgKaliningradNijni NóvgorodKazanSamaraVolgogradSaranskSotxiRostov del DonIekaterinburg | Capacitat: 44.899               |
|                   | MoscouSant PetersburgKaliningradNijni NóvgorodKazanSamaraVolgogradSaranskSotxiRostov del DonIekaterinburg | MoscouSant PetersburgKaliningradNijni NóvgorodKazanSamaraVolgogradSaranskSotxiRostov del DonIekaterinburg |                                 |
| Samara            | MoscouSant PetersburgKaliningradNijni NóvgorodKazanSamaraVolgogradSaranskSotxiRostov del DonIekaterinburg | MoscouSant PetersburgKaliningradNijni NóvgorodKazanSamaraVolgogradSaranskSotxiRostov del DonIekaterinburg | Volgograd                       |
| Cosmos Arena      | MoscouSant PetersburgKaliningradNijni NóvgorodKazanSamaraVolgogradSaranskSotxiRostov del DonIekaterinburg | MoscouSant PetersburgKaliningradNijni NóvgorodKazanSamaraVolgogradSaranskSotxiRostov del DonIekaterinburg | Volgograd Arena                 |
| Capacitat: 44.918 | MoscouSant PetersburgKaliningradNijni NóvgorodKazanSamaraVolgogradSaranskSotxiRostov del DonIekaterinburg | MoscouSant PetersburgKaliningradNijni NóvgorodKazanSamaraVolgogradSaranskSotxiRostov del DonIekaterinburg | Capacitat: 45.015               |
|                   | MoscouSant PetersburgKaliningradNijni NóvgorodKazanSamaraVolgogradSaranskSotxiRostov del DonIekaterinburg | MoscouSant PetersburgKaliningradNijni NóvgorodKazanSamaraVolgogradSaranskSotxiRostov del DonIekaterinburg |                                 |
| Saransk           | Rostov del Don                                                                                            | Sotxi | Iekaterinburg                   |
| Mordovia Arena    | Rostov Arena                                                                                              | Estadi Olímpic de Sotxi                                                                                   | Estadi Central de Iekaterinburg |
| Capacitat: 45.015 | Capacitat: 43.702                                                                                         | Capacitat: 47.659                                                                                         | Capacitat: 35.000               |
|                   | | |                                 |

## Plantilles

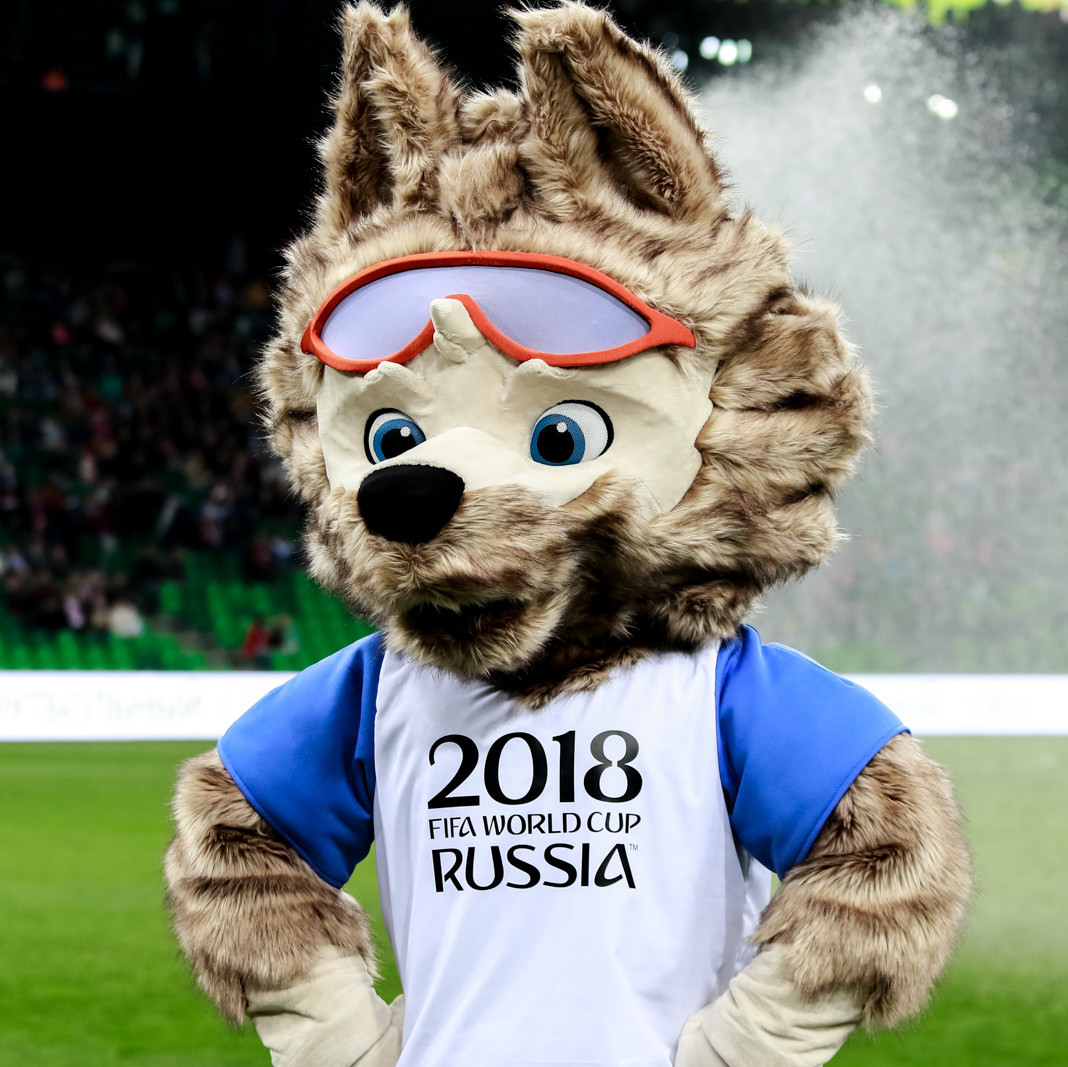
Mascota del Mundial Zabivaka.

Cada equip havia de nomenar una llista preliminar de 35 jugadors. De la llista preliminar, l'equip va haver d'escollir una llista final de 23 jugadors (tres dels quals han de ser porters) el 4 de juny. Els jugadors de la plantilla final poden ser reemplaçats a causa d'una lesió greu fins a 24 hores abans de l'inici del primer partit de l'equip i aquests canvis no han d'haver format part de la llista preliminar.
Per als jugadors escollits a l'equip preliminar de 35 jugadors, hi va haver un període de descans obligatori entre el 21 i el 27 de maig de 2018, excepte els que participaven en la final de la Lliga de Campions de la UEFA 2017–18, que es va jugar el 26 de maig.
Inicialment, les llistes preliminars tenien 30 jugadors, però, al febrer de 2018, es va anunciar que el nombre de jugadors que es nomenarien en les llistes provisionals augmentaria a 35.

## Àrbitres
El 16 de març de 2018, el Consell de la FIFA va aprovar l'ús de l'Àrbitre assistent de vídeo (VAR) per primera vegada en un torneig de la Copa Mundial de la FIFA.
El 29 de març de 2018, la FIFA va publicar la llista de 36 àrbitres i 63 àrbitres assistents seleccionats per supervisar partits. El 30 d'abril de 2018, la FIFA va publicar la llista de 13 àrbitres assistents de video, que actuaran únicament com a VAR en el torneig.
El 30 de maig de 2018, l'àrbitre saudita Fahad Al-Mirdasi va ser prohibit per vida per un intent de maninupació d'un partit, i ell i els seus dos àrbitres assistents, Mohammed Al Abakry i Abdulah Al Shalwai, van ser eliminats. No es va nomenar un nou àrbitre, però dos ajudants assistents, Hasan Al Mahri dels Emirats Àrabs Units i Hiroshi Yamauchi del Japó, van ser afegits a la llista.

## Classificació
En total, 209 de les 210 federacions afiliades a la FIFA van entrar a la fase de classificació, amb l'excepció de las seleccions de Zimbàbue i Indonèsia desqualificades del procés de classificació, mentre Rússia està classificat automàticament pel dret de ser el pais organitzador. Durant una sessió a Zúric, es va anunciar la repartició de les 31 places restants.
| AFC (4,5 places)                               | CAF (5 places) | CONCACAF (3,5 places) | CONMEBOL (4,5 places) | OFC (0,5 places) | UEFA (13 places + Rússia) | UEFA (13 places + Rússia) |
| ---------------------------------------------- | -------------- | --------------------- | --------------------- | ---------------- | ------------------------- | ------------------------- |
| Equips participants per ordre de classificació |                |                       |                       |                  |                           |                           |
| Aràbia Saudita                                 | Egipte         | Costa Rica            | Argentina             |                  | Rússia (O)                | Alemanya                  |
| Austràlia                                      | Marroc         | Mèxic                 | Brasil                | Anglaterra       | Bèlgica                   |                           |
| Corea del Sud                                  | Nigèria        | Panamà                | Colòmbia              | Croàcia          | Dinamarca                 |                           |
| Iran                                           | Senegal        |                       | Perú                  | Espanya          | França                    |                           |
| Japó                                           | Tunísia        |                       | Uruguai               | Islàndia         | Polònia                   |                           |
|                                                |                |                       |                       | Portugal         | Sèrbia                    |                           |
|                                                |                |                       |                       | Suècia           | Suïssa                    |                           |

### Sorteig de la fase classificatòria
El sorteig preliminar es va fer al Palau Konstantínovski de Sant Petersburg el 25 de juliol del 2015.

### Sorteig Final
El sorteig final per a definir els grups del mundial es va dur a terme al Palau Estatal del Kremlin a Moscou el dia 1 de desembre del 2017.

## Participants
La Copa del Món de 2018 va ser la primera de la història per les seleccions de Panamà i d'Islàndia. El Senegal i Egipte disputaven el seu segon i tercer Mundial, respectivament. El Perú era la selecció participant que més edicions havia estat sense jugar a una Copa del Món, concretament d'ençà de la de 1982. Set dels vuit equips que han estat campions del món alguna vegada –Alemanya, Anglaterra, Argentina, Brasil, Espanya, França i Uruguai– es classificaren per al torneig, amb Itàlia com a gran absent.
| Confederació | Selecció       | Seleccionador            | Anteriors aparicions                                      | Millor resultat                        |
| ------------ | -------------- | ------------------------ | --------------------------------------------------------- | -------------------------------------- |
| AFC          | Aràbia Saudita | Juan Antonio Pizzi       | 1994-2006                                                 | Vuitens de final (1994)                |
| AFC          | Austràlia      | Graham Arnold            | 1974, 2006-2014                                           | Vuitens de final (2006)                |
| AFC          | Corea del Sud  | Shin Tae-yong            | 1954, 1986-2014                                           | Quart (2002)                           |
| AFC          | Iran           | Carlos Queiroz           | 1978, 1998, 2006, 2014                                    | Fase de grups (1978, 1998, 2006, 2014) |
| AFC          | Japó           | Akira Nishino            | 1998-2014                                                 | Vuitens de final (2002, 2010)          |
| CAF          | Egipte         | Héctor Cúper             | 1934, 1990                                                | Vuitens de final (1934)                |
| CAF          | Marroc         | Hervé Renard             | 1970, 1986, 1994, 1998                                    | Vuitens de final (1986)                |
| CAF          | Nigèria        | Gernot Rohr              | 1994-2002, 2010, 2014                                     | Vuitens de final (1994, 1998, 2014)    |
| CAF          | Senegal        | Aliou Cissé              | 2002                                                      | Quarts de final (2002)                 |
| CAF          | Tunísia        | Nabil Maâloul            | 1978, 1998-2006                                           | Fase de grups (1978, 1998-2006)        |
| CONCACAF     | Costa Rica     | Óscar Ramírez            | 1990, 2002, 2006, 2014                                    | Quarts de final (2014)                 |
| CONCACAF     | Mèxic          | Juan Carlos Osorio       | 1930, 1950-1970, 1978, 1986, 1994-2014                    | Quarts de final (1970, 1986)           |
| CONCACAF     | Panamà         | Hernán Darío Gómez       | –                                                         | –                                      |
| CONMEBOL     | Argentina      | Jorge Sampaoli           | 1930, 1934, 1958-1966, 1974-2014                          | Campió (1978, 1986)                    |
| CONMEBOL     | Brasil         | Tite                     | 1930-2014                                                 | Campió (1958, 1962, 1970, 1994, 2002)  |
| CONMEBOL     | Colòmbia       | José Pékerman            | 1962, 1990-1998, 2014                                     | Quarts de final (2014)                 |
| CONMEBOL     | Perú           | Ricardo Gareca           | 1930, 1970, 1978, 1982                                    | Quarts de final (1970)                 |
| CONMEBOL     | Uruguai        | Óscar Tabárez            | 1930, 1950, 1954, 1962-1974, 1986, 1990, 2002, 2010, 2014 | Campió (1930, 1950)                    |
| UEFA         | Alemanya       | Joachim Löw              | 1934, 1938, 1954-2014                                     | Campió (1954, 1974, 1990, 2014)        |
| UEFA         | Anglaterra     | Gareth Southgate         | 1950-1970, 1982-1990, 1998-2014                           | Campió (1966)                          |
| UEFA         | Bèlgica        | Robert Martínez          | 1930-1938, 1954, 1970, 1982-2002, 2014                    | Quart (1986)                           |
| UEFA         | Croàcia        | Zlatko Dalić             | 1998-2006, 2014                                           | Tercer (1998)                          |
| UEFA         | Dinamarca      | Åge Hareide              | 1986, 1998, 2002, 2010                                    | Vuitens de final (1986, 2010)          |
| UEFA         | Espanya        | Fernando Hierro (interí) | 1934, 1950, 1962, 1978-2014                               | Campió (2010)                          |
| UEFA         | França         | Didier Deschamps         | 1930-1938, 1954, 1958, 1966, 1978-1986, 1998-2014         | Campió (1998)                          |
| UEFA         | Islàndia       | Heimir Hallgrímsson      | –                                                         | –                                      |
| UEFA         | Polònia        | Adam Nawałka             | 1938, 1974-1986, 2002, 2006                               | Tercer (1974, 1982)                    |
| UEFA         | Portugal       | Fernando Santos          | 1966, 1986, 2002-2014                                     | Tercer (1966)                          |
| UEFA         | Rússia         | Stanislav Txertxéssov    | 1994, 2002, 2014                                          | Fase de grups (1994, 2002, 2014)       |
| UEFA         | Sèrbia         | Mladen Krstajić          | 1930, 1950-1962, 1974, 1982, 1990, 1998, 2006, 2010       | Quart (1930, 1962)                     |
| UEFA         | Suècia         | Janne Andersson          | 1934-1950, 1958, 1970-1978, 1990, 1994, 2002, 2006        | Subcampió (1958)                       |
| UEFA         | Suïssa         | Vladimir Petković        | 1934-1954, 1962, 1966, 1994, 2006-2014                    | Quarts de final (1934, 1938, 1954)     |

## Primera fase
Les 32 seleccions es reparteixen en vuit grups de quatre, anomenats amb lletres entre A i H. Els quatre equips s'enfronten una vegada entre si en un sistema de tots contra tots, per un total de tres jornades de dos partits cada una. Cada victòria són 3 punts per al guanyador i cada empat 1 punt per sengles equips. Una vegada jugats tots els partits, els dos millors equips de cada grup avancen a la segona fase, d'eliminació directa.
Els criteris de classificació són els següents, per ordre de preferència:
1. més punts obtinguts en tots els partits del grup;
2. major diferència de gols en tots els partits del grup;
3. més gols marcats en tots els partits del grup;

Si dos o més equips continuen igualats després d'aplicar els tres criteris anteriors, s'apliquen els criteris següents entre els equips involucrats:
1. més punts obtinguts en els partits del grup entre els equips involucrats;
2. major diferència de gols en els partits del grup entre els equips involucrats;
3. més gols marcats en els partits del grup entre els equips involucrats;
4. més punts de fair play (una sola penalització per jugador i partit)
  - primera targeta groga: -1 punt;
  - doble targeta groga (vermella indirecta): -3 punts;
  - targeta vermella directa: -4 punts;
  - targeta groga més targeta vermella directa: -5 punts;
5. sorteig del Comitè Organitzador de la FIFA.

### Grup A
| Pos | Equip          | PJ | PG | PE | PP | GF | GC | DG | Pts | Classificació        |
| --- | -------------- | -- | -- | -- | -- | -- | -- | -- | --- | -------------------- |
| 1   | Uruguai        | 3  | 3  | 0  | 0  | 5  | 0  | +5 | 9   | Avança a segona fase |
| 2   | Rússia (H)     | 3  | 2  | 0  | 1  | 8  | 4  | +4 | 6   | Avança a segona fase |
| 3   | Aràbia Saudita | 3  | 1  | 0  | 2  | 2  | 7  | −5 | 3   |                      |
| 4   | Egipte         | 3  | 0  | 0  | 3  | 2  | 6  | −4 | 0   |                      |

| Rússia                                                          | 5–0     | Aràbia Saudita |
| --------------------------------------------------------------- | ------- | -------------- |
| Gazinski 12' · Txérixev 43', 90+1' · Dziuba 71' · Golovín 90+4' | Informe |                |

| Egipte | 0–1     | Uruguai     |
| ------ | ------- | ----------- |
|        | Informe | Giménez 89' |

| Rússia                                       | 3–1     | Egipte         |
| -------------------------------------------- | ------- | -------------- |
| Fathy 47' (p.p.) · Txérixev 59' · Dziuba 62' | Informe | Salah 73' (p.) |

| Uruguai    | 1–0     | Aràbia Saudita |
| ---------- | ------- | -------------- |
| Suárez 23' | Informe |                |

| Uruguai                                       | 3–0     | Rússia        |
| --------------------------------------------- | ------- | ------------- |
| Suárez 10' · Txérixev 23' (p.p.) · Cavani 90' | Informe | Smólnikov 36' |

| Aràbia Saudita                  | 2–1     | Egipte    |
| ------------------------------- | ------- | --------- |
| Salman 45+6' (p.) · Salem 90+5' | Informe | Salah 22' |

### Grup B
| Pos | Equip    | PJ | PG | PE | PP | GF | GC | DG | Pts | Classificació        |
| --- | -------- | -- | -- | -- | -- | -- | -- | -- | --- | -------------------- |
| 1   | Espanya  | 3  | 1  | 2  | 0  | 6  | 5  | +1 | 5   | Avança a segona fase |
| 2   | Portugal | 3  | 1  | 2  | 0  | 5  | 4  | +1 | 5   | Avança a segona fase |
| 3   | Iran     | 3  | 1  | 1  | 1  | 2  | 2  | 0  | 4   |                      |
| 4   | Marroc   | 3  | 0  | 1  | 2  | 2  | 4  | −2 | 1   |                      |

| Marroc | 0–1     | Iran                    |
| ------ | ------- | ----------------------- |
|        | Informe | Bouhaddouz 90+5' (p.p.) |

| Portugal                            | 3–3     | Espanya                          |
| ----------------------------------- | ------- | -------------------------------- |
| Cristiano Ronaldo 4' (p.), 44', 88' | Informe | Diego Costa 24', 55' · Nacho 58' |

| Portugal             | 1–0     | Marroc |
| -------------------- | ------- | ------ |
| Cristiano Ronaldo 4' | Informe |        |

| Iran | 0–1     | Espanya         |
| ---- | ------- | --------------- |
|      | Informe | Diego Costa 54' |

| Iran                  | 1–1     | Portugal     |
| --------------------- | ------- | ------------ |
| Ansarifard 90+3' (p.) | Informe | Quaresma 45' |

| Espanya                     | 2–2     | Marroc                      |
| --------------------------- | ------- | --------------------------- |
| Isco 19' · Iago Aspas 90+1' | Informe | Boutaïb 14' · En-Nesyri 81' |

### Grup C
| Pos | Equip     | PJ | PG | PE | PP | GF | GC | DG | Pts | Classificació        |
| --- | --------- | -- | -- | -- | -- | -- | -- | -- | --- | -------------------- |
| 1   | França    | 3  | 2  | 1  | 0  | 3  | 1  | +2 | 7   | Avança a segona fase |
| 2   | Dinamarca | 3  | 1  | 2  | 0  | 2  | 1  | +1 | 5   | Avança a segona fase |
| 3   | Perú      | 3  | 1  | 0  | 2  | 2  | 2  | 0  | 3   |                      |
| 4   | Austràlia | 3  | 0  | 1  | 2  | 2  | 5  | −3 | 1   |                      |

| França                                 | 2–1     | Austràlia        |
| -------------------------------------- | ------- | ---------------- |
| Griezmann 58' (p.) · Behich 81' (p.p.) | Informe | Jedinak 62' (p.) |

| Perú | 0–1     | Dinamarca   |
| ---- | ------- | ----------- |
|      | Informe | Poulsen 59' |

| França     | 1–0     | Perú |
| ---------- | ------- | ---- |
| Mbappé 34' | Informe |      |

| Dinamarca  | 1–1     | Austràlia        |
| ---------- | ------- | ---------------- |
| Eriksen 7' | Informe | Jedinak 38' (p.) |

| Dinamarca | 0–0     | França |
| --------- | ------- | ------ |
|           | Informe |        |

| Austràlia | 0–2     | Perú                        |
| --------- | ------- | --------------------------- |
|           | Informe | Carrillo 18' · Guerrero 50' |

### Grup D
| Pos | Equip     | PJ | PG | PE | PP | GF | GC | DG | Pts | Classificació        |
| --- | --------- | -- | -- | -- | -- | -- | -- | -- | --- | -------------------- |
| 1   | Croàcia   | 3  | 3  | 0  | 0  | 7  | 1  | +6 | 9   | Avança a segona fase |
| 2   | Argentina | 3  | 1  | 1  | 1  | 3  | 5  | −2 | 4   | Avança a segona fase |
| 3   | Nigèria   | 3  | 1  | 0  | 2  | 3  | 4  | −1 | 3   |                      |
| 4   | Islàndia  | 3  | 0  | 1  | 2  | 2  | 5  | −3 | 1   |                      |

| Argentina  | 1–1     | Islàndia        |
| ---------- | ------- | --------------- |
| Agüero 19' | Informe | Finnbogason 23' |

| Croàcia                            | 2–0     | Nigèria |
| ---------------------------------- | ------- | ------- |
| Etebo 32' (p.p.) · Modrić 71' (p.) | Informe |         |

| Argentina | 0–3     | Croàcia                                |
| --------- | ------- | -------------------------------------- |
|           | Informe | Rebić 53' · Modrić 80' · Rakitić 90+1' |

| Nigèria       | 2–0     | Islàndia |
| ------------- | ------- | -------- |
| Musa 49', 75' | Informe |          |

| Nigèria        | 1–2     | Argentina            |
| -------------- | ------- | -------------------- |
| Moses 51' (p.) | Informe | Messi 14' · Rojo 86' |

| Islàndia               | 1–2     | Croàcia                  |
| ---------------------- | ------- | ------------------------ |
| G. Sigurðsson 76' (p.) | Informe | Badelj 53' · Perišić 90' |

### Grup E
| Pos | Equip      | PJ | PG | PE | PP | GF | GC | DG | Pts | Classificació        |
| --- | ---------- | -- | -- | -- | -- | -- | -- | -- | --- | -------------------- |
| 1   | Brasil     | 3  | 2  | 1  | 0  | 5  | 1  | +4 | 7   | Avança a segona fase |
| 2   | Suïssa     | 3  | 1  | 2  | 0  | 5  | 4  | +1 | 5   | Avança a segona fase |
| 3   | Sèrbia     | 3  | 1  | 0  | 2  | 2  | 4  | −2 | 3   |                      |
| 4   | Costa Rica | 3  | 0  | 1  | 2  | 2  | 5  | −3 | 1   |                      |

| Brasil       | 1–1     | Suïssa    |
| ------------ | ------- | --------- |
| Coutinho 20' | Informe | Zuber 50' |

| Costa Rica | 0–1     | Sèrbia      |
| ---------- | ------- | ----------- |
|            | Informe | Kolarov 56' |

| Brasil                        | 2–0     | Costa Rica |
| ----------------------------- | ------- | ---------- |
| Coutinho 90+1' · Neymar 90+7' | Informe |            |

| Sèrbia      | 1–2     | Suïssa                  |
| ----------- | ------- | ----------------------- |
| Mitrović 5' | Informe | Xhaka 52' · Shaqiri 90' |

| Sèrbia | 0–2     | Brasil                          |
| ------ | ------- | ------------------------------- |
|        | Informe | Paulinho 36' · Thiago Silva 68' |

| Suïssa                   | 2–2     | Costa Rica                       |
| ------------------------ | ------- | -------------------------------- |
| Džemaili 31' · Drmić 88' | Informe | Waston 56' · Sommer 90+3' (p.p.) |

### Grup F
| Pos | Equip         | PJ | PG | PE | PP | GF | GC | DG | Pts | Classificació        |
| --- | ------------- | -- | -- | -- | -- | -- | -- | -- | --- | -------------------- |
| 1   | Suècia        | 3  | 2  | 0  | 1  | 5  | 2  | +3 | 6   | Avança a segona fase |
| 2   | Mèxic         | 3  | 2  | 0  | 1  | 3  | 4  | −1 | 6   | Avança a segona fase |
| 3   | Corea del Sud | 3  | 1  | 0  | 2  | 3  | 3  | 0  | 3   |                      |
| 4   | Alemanya      | 3  | 1  | 0  | 2  | 2  | 4  | −2 | 3   |                      |

| Alemanya | 0–1     | Mèxic      |
| -------- | ------- | ---------- |
|          | Informe | Lozano 35' |

| Suècia             | 1–0     | Corea del Sud |
| ------------------ | ------- | ------------- |
| Granqvist 65' (p.) | Informe |               |

| Alemanya                             | 2–1     | Suècia       |
| ------------------------------------ | ------- | ------------ |
| Reus 48' · Boateng 82' · Kroos 90+5' | Informe | Toivonen 32' |

| Corea del Sud       | 1–2     | Mèxic                                |
| ------------------- | ------- | ------------------------------------ |
| Son Heung-min 90+3' | Informe | Carlos Vela 27' (p.) · Hernández 66' |

| Corea del Sud                             | 2–0     | Alemanya |
| ----------------------------------------- | ------- | -------- |
| Kim Young-won 90+3' · Son Heung-min 90+6' | Informe |          |

| Mèxic | 0–3     | Suècia                                                     |
| ----- | ------- | ---------------------------------------------------------- |
|       | Informe | Augustinsson 50' · Granqvist 61' (p.) · Álvarez 74' (p.p.) |

### Grup G
| Pos | Equip      | PJ | PG | PE | PP | GF | GC | DG | Pts | Classificació        |
| --- | ---------- | -- | -- | -- | -- | -- | -- | -- | --- | -------------------- |
| 1   | Bèlgica    | 3  | 3  | 0  | 0  | 9  | 2  | +7 | 9   | Avança a segona fase |
| 2   | Anglaterra | 3  | 2  | 0  | 1  | 8  | 3  | +5 | 6   | Avança a segona fase |
| 3   | Tunísia    | 3  | 1  | 0  | 2  | 5  | 8  | −3 | 3   |                      |
| 4   | Panamà     | 3  | 0  | 0  | 3  | 2  | 11 | −9 | 0   |                      |

| Bèlgica                       | 3–0     | Panamà |
| ----------------------------- | ------- | ------ |
| Mertens 47' · Lukaku 69', 75' | Informe |        |

| Tunísia        | 1–2     | Anglaterra      |
| -------------- | ------- | --------------- |
| Sassi 35' (p.) | Informe | Kane 11', 90+1' |

| Bèlgica                                                    | 5–2     | Tunísia                  |
| ---------------------------------------------------------- | ------- | ------------------------ |
| E. Hazard 6' (p.), 51' · Lukaku 16', 45+3' · Batshuayi 90' | Informe | Bronn 18' · Khazri 90+3' |

| Anglaterra                                                    | 6–1     | Panamà    |
| ------------------------------------------------------------- | ------- | --------- |
| Stones 8', 40' · Kane 22' (p.), 45+1' (p.), 62' · Lingard 36' | Informe | Baloy 78' |

| Anglaterra | 0–1     | Bèlgica     |
| ---------- | ------- | ----------- |
|            | Informe | Januzaj 51' |

| Panamà            | 1–2     | Tunísia                      |
| ----------------- | ------- | ---------------------------- |
| Meriah 33' (p.p.) | Informe | Ben Youssef 51' · Khazri 66' |

### Grup H
| Pos | Equip    | PJ | PG | PE | PP | GF | GC | DG | Pts | Classificació        |
| --- | -------- | -- | -- | -- | -- | -- | -- | -- | --- | -------------------- |
| 1   | Colòmbia | 3  | 2  | 0  | 1  | 5  | 2  | +3 | 6   | Avança a segona fase |
| 2   | Japó     | 3  | 1  | 1  | 1  | 4  | 4  | 0  | 4   | Avança a segona fase |
| 3   | Senegal  | 3  | 1  | 1  | 1  | 4  | 4  | 0  | 4   |                      |
| 4   | Polònia  | 3  | 1  | 0  | 2  | 2  | 5  | −3 | 3   |                      |

| Polònia        | 1–2     | Senegal                       |
| -------------- | ------- | ----------------------------- |
| Krychowiak 86' | Informe | Cionek 37' (p.p.) · Niang 60' |

| Colòmbia                         | 1–2     | Japó                       |
| -------------------------------- | ------- | -------------------------- |
| Carlos Sánchez 3' · Quintero 39' | Informe | Kagawa 6' (p.) · Osako 73' |

| Polònia | 0–3     | Colòmbia                                |
| ------- | ------- | --------------------------------------- |
|         | Informe | Y. Mina 40' · Falcao 70' · Cuadrado 75' |

| Japó                 | 2–2     | Senegal              |
| -------------------- | ------- | -------------------- |
| Inui 34' · Honda 78' | Informe | Mané 11' · Wagué 71' |

| Japó | 0–1     | Polònia      |
| ---- | ------- | ------------ |
|      | Informe | Bednarek 59' |

| Senegal | 0–1     | Colòmbia    |
| ------- | ------- | ----------- |
|         | Informe | Y. Mina 74' |

## Segona fase
La segona fase és eliminatòria a partit únic. Si un partit està empatat al final del temps reglamentari, es juga una pròrroga de 30 minuts (dues parts de 15 minuts) i si al final d'aquesta el final prossegueix, es juga una tanda de penals per determinar el guanyador de l'eliminatòria. Per primera vegada en una Copa del Món de la FIFA, si es juga una pròrroga es permetrà una quarta substitució addicional per bàndol.
|  | Vuitens de final             | Vuitens de final  |                              |       | Quarts de final | Quarts de final |                            |                            | Semifinals | Semifinals |  |  | Final | Final |
|  |                              |                   |                              |       |                 |                 |                            |                            |            |            |  |  |       |       |
|  | 30 juny – Sotxi              |                   |                              |       |                 |                 |                            |                            |            |            |  |  |       |       |
|  |                              |                   |                              |       |                 |                 |                            |                            |            |            |  |  |       |       |
|  | Uruguai                      | 2                 |                              |       |                 |                 |                            |                            |            |            |  |  |       |       |
|  | Uruguai                      | 2                 | 6 juliol – Nijni Novgorod    |       |                 |                 |                            |                            |            |            |  |  |       |       |
|  | Portugal                     | 1                 |                              |       |                 |                 |                            |                            |            |            |  |  |       |       |
|  | Portugal                     | 1                 | Uruguai                      | 0     |                 |                 |                            |                            |            |            |  |  |       |       |
|  | 30 juny – Kazan              |                   | Uruguai                      | 0     |                 |                 |                            |                            |            |            |  |  |       |       |
|  |                              | França            | 2                            |       |                 |                 |                            |                            |            |            |  |  |       |       |
|  | França                       | França            | 2                            | 4     |                 |                 |                            |                            |            |            |  |  |       |       |
|  | França                       |                   | 10 juliol – St. Petersburg   | 4     |                 |                 |                            |                            |            |            |  |  |       |       |
|  | Argentina                    | 3                 |                              |       |                 |                 |                            |                            |            |            |  |  |       |       |
|  | Argentina                    | 3                 | França                       | 1     |                 |                 |                            |                            |            |            |  |  |       |       |
|  | 2 juliol – Samara            |                   | França                       | 1     |                 |                 |                            |                            |            |            |  |  |       |       |
|  |                              | Bèlgica           | 0                            |       |                 |                 |                            |                            |            |            |  |  |       |       |
|  | Brasil                       | Bèlgica           | 0                            | 2     |                 |                 |                            |                            |            |            |  |  |       |       |
|  | Brasil                       | 6 juliol – Kazan  |                              | 2     |                 |                 |                            |                            |            |            |  |  |       |       |
|  | Mèxic                        | 0                 |                              |       |                 |                 |                            |                            |            |            |  |  |       |       |
|  | Mèxic                        | 0                 | Brasil                       | 1     |                 |                 |                            |                            |            |            |  |  |       |       |
|  | 2 juliol – Rostov del Don    |                   | Brasil                       | 1     |                 |                 |                            |                            |            |            |  |  |       |       |
|  |                              | Bèlgica           | 2                            |       |                 |                 |                            |                            |            |            |  |  |       |       |
|  | Bèlgica                      | Bèlgica           | 2                            | 3     |                 |                 |                            |                            |            |            |  |  |       |       |
|  | Bèlgica                      |                   | 15 juliol – Moscou (Lujniki) | 3     |                 |                 |                            |                            |            |            |  |  |       |       |
|  | Japó                         | 2                 |                              |       |                 |                 |                            |                            |            |            |  |  |       |       |
|  | Japó                         | 2                 | França                       | 4     |                 |                 |                            |                            |            |            |  |  |       |       |
|  | 1 juliol – Moscou (Lujniki)  |                   | França                       | 4     |                 |                 |                            |                            |            |            |  |  |       |       |
|  |                              | Croàcia           | 2                            |       |                 |                 |                            |                            |            |            |  |  |       |       |
|  | Espanya                      | Croàcia           | 2                            | 1 (3) |                 |                 |                            |                            |            |            |  |  |       |       |
|  | Espanya                      | 7 juliol – Sotxi  |                              | 1 (3) |                 |                 |                            |                            |            |            |  |  |       |       |
|  | Rússia (p.)                  | 1 (4)             |                              |       |                 |                 |                            |                            |            |            |  |  |       |       |
|  | Rússia (p.)                  | 1 (4)             | Rússia                       | 2 (3) |                 |                 |                            |                            |            |            |  |  |       |       |
|  | 1 juliol – Nijni Novgorod    |                   | Rússia                       | 2 (3) |                 |                 |                            |                            |            |            |  |  |       |       |
|  |                              | Croàcia (p.)      | 2 (4)                        |       |                 |                 |                            |                            |            |            |  |  |       |       |
|  | Croàcia (p.)                 | Croàcia (p.)      | 2 (4)                        | 1 (3) |                 |                 |                            |                            |            |            |  |  |       |       |
|  | Croàcia (p.)                 |                   | 11 juliol – Moscou (Lujniki) | 1 (3) |                 |                 |                            |                            |            |            |  |  |       |       |
|  | Dinamarca                    | 1 (2)             |                              |       |                 |                 |                            |                            |            |            |  |  |       |       |
|  | Dinamarca                    | 1 (2)             | Croàcia (pr.)                | 2     |                 |                 |                            |                            |            |            |  |  |       |       |
|  | 3 juliol – St. Petersburg    |                   | Croàcia (pr.)                | 2     |                 |                 |                            |                            |            |            |  |  |       |       |
|  |                              | Anglaterra        | 1                            |       | Tercer lloc     | Tercer lloc     |                            |                            |            |            |  |  |       |       |
|  | Suècia                       | Anglaterra        | 1                            | 1     | Tercer lloc     | Tercer lloc     |                            |                            |            |            |  |  |       |       |
|  | Suècia                       | 7 juliol – Samara | 7 juliol – Samara            | 1     |                 |                 | 14 juliol – St. Petersburg | 14 juliol – St. Petersburg |            |            |  |  |       |       |
|  | Suïssa                       | 7 juliol – Samara | 7 juliol – Samara            | 0     |                 |                 | 14 juliol – St. Petersburg | 14 juliol – St. Petersburg |            |            |  |  |       |       |
|  | Suïssa                       | Suècia            | 0                            | 0     | Bèlgica         | 2               |                            |                            |            |            |  |  |       |       |
|  | 3 juliol – Moscou (Otkritie) | Suècia            | 0                            |       | Bèlgica         | 2               |                            |                            |            |            |  |  |       |       |
|  |                              | Anglaterra        | 2                            |       | Anglaterra      | 0               |                            |                            |            |            |  |  |       |       |
|  | Colòmbia                     | Anglaterra        | 2                            | 1 (3) | Anglaterra      | 0               |                            |                            |            |            |  |  |       |       |
|  | Colòmbia                     |                   |                              | 1 (3) |                 |                 |                            |                            |            |            |  |  |       |       |
|  | Anglaterra                   | 1 (4)             |                              |       |                 |                 |                            |                            |            |            |  |  |       |       |
|  | Anglaterra                   | 1 (4)             |                              |       |                 |                 |                            |                            |            |            |  |  |       |       |

### Vuitens de final
| França                                            | 4–3     | Argentina                                 |
| ------------------------------------------------- | ------- | ----------------------------------------- |
| Griezmann 13' (p.) · Pavard 57' · Mbappé 64', 68' | Informe | Di María 41' · Mercado 48' · Agüero 90+3' |

| Uruguai        | 2–1     | Portugal |
| -------------- | ------- | -------- |
| Cavani 7', 62' | Informe | Pepe 55' |

| Espanya                                | 1–1 (pr.) | Rússia                                   |
| -------------------------------------- | --------- | ---------------------------------------- |
| Ignaxévitx 12' (p.p.)                  | Informe   | Dziuba 41' (p.)                          |
| Tanda de penals                        |           |                                          |
| Iniesta · Piqué · Koke · Ramos · Aspas | 3–4       | Smólov · Ignaxévitx · Golovín · Txérixev |

| Croàcia                                        | 1–1 (pr.) | Dinamarca                                            |
| ---------------------------------------------- | --------- | ---------------------------------------------------- |
| Mandžukić 4'                                   | Informe   | M. Jørgensen 1'                                      |
| Tanda de penals                                |           |                                                      |
| Badelj · Kramarić · Modrić · Pivarić · Rakitić | 3–2       | Eriksen · Kjær · Krohn-Dehli · Schöne · N. Jørgensen |

| Brasil                   | 2–0     | Mèxic |
| ------------------------ | ------- | ----- |
| Neymar 51' · Firmino 88' | Informe |       |

| Bèlgica                                      | 3–2     | Japó                     |
| -------------------------------------------- | ------- | ------------------------ |
| Vertonghen 69' · Fellaini 74' · Chadli 90+4' | Informe | Haraguchi 48' · Inui 52' |

| Suècia       | 1–0     | Suïssa     |
| ------------ | ------- | ---------- |
| Forsberg 66' | Informe | Lang 90+4' |

| Colòmbia                                   | 1–1 (pr.) | Anglaterra                                    |
| ------------------------------------------ | --------- | --------------------------------------------- |
| Y. Mina 90+3'                              | Informe   | Kane 57' (p.)                                 |
| Tanda de penals                            |           |                                               |
| Falcao · Cuadrado · Muriel · Uribe · Bacca | 3–4       | Kane · Rashford · Henderson · Trippier · Dier |

### Quarts de final
| Uruguai | 0–2     | França                     |
| ------- | ------- | -------------------------- |
|         | Informe | Varane 40' · Griezmann 61' |

| Brasil             | 1–2     | Bèlgica                                |
| ------------------ | ------- | -------------------------------------- |
| Renato Augusto 78' | Informe | Fernandinho 13' (p.p.) · De Bruyne 31' |

| Suècia | 0–2     | Anglaterra                  |
| ------ | ------- | --------------------------- |
|        | Informe | Maguire 30' · Dele Alli 59' |

| Rússia                                                | 2–2 (pr.) | Croàcia                                      |
| ----------------------------------------------------- | --------- | -------------------------------------------- |
| Txérixev 31' · Fernandes 115'                         | Informe   | Kramarić 39' · Vida 101'                     |
| Tanda de penals                                       |           |                                              |
| Smólov · Dzagóiev · Fernandes · Ignaxévitx · Kuziàiev | 3–4       | Brozović · Kovačić · Modrić · Vida · Rakitić |

### Semifinals
| França     | 1–0     | Bèlgica |
| ---------- | ------- | ------- |
| Umtiti 51' | Informe |         |

| Croàcia                      | 2–1 (pr.) | Anglaterra  |
| ---------------------------- | --------- | ----------- |
| Perišić 68' · Mandžukić 109' | Informe   | Trippier 5' |

### Partit pel tercer lloc
| Bèlgica                    | 2–0     | Anglaterra |
| -------------------------- | ------- | ---------- |
| Meunier 4' · E. Hazard 82' | Informe |            |

### Final
| França                                                             | 4–2     | Croàcia                     |
| ------------------------------------------------------------------ | ------- | --------------------------- |
| Mandžukić 18' (p.p.) · Griezmann 38' (p.) · Pogba 59' · Mbappé 65' | Informe | Perišić 28' · Mandžukić 69' |

## Cronologia
14 de juny
- El primer partit de la competició va ser entre Rússia i l'Aràbia Saudita. Per quarta Copa del Món consecutiva, el partit de debut el va jugar la selecció amfitriona. Iuri Gazinski, de cap, va marcar el primer gol del mundial i obrí camí a una victòria del seu equip per 5–0.

15 de juny
- Cristiano Ronaldo, artífex de l'empat a 3 entre Portugal i Espanya, es va convertir en el jugador més vell en firmar un hat-trick a una Copa del Món, amb 33 anys i 130 dies. Prèviament, retenia el rècord el neerlandès Rob Rensenbrink, que anotà tres gols contra l'Iran en la Copa del Món de 1978 amb 30 anys i 335 dies.[58]

16 de juny
- Alfreð Finnbogason va marcar el primer gol de la història d'Islàndia en una Copa del Món, que serví per firmar un 1–1 en el seu debut contra l'Argentina.[59]

17 de juny
- Rafael Márquez, de la selecció mexicana, es va convertir en el quart jugador de la història en jugar en cinc edicions de la Copa del Món (2002, 2006, 2010, 2014 i 2018) en el partit contra Alemanya, juntament amb el mexicà Antonio Carbajal (1950, 1954, 1958, 1962 i 1966), l'alemany Lothar Matthäus (1982, 1986, 1990, 1994 i 1998) i l'italià Gianluigi Buffon (1998, 2002, 2006, 2010 i 2014).[60]

20 de juny
- Luis Suárez disputà el seu partit número 100 amb l'Uruguai davant l'Aràbia Saudita, en el qual anotà el seu 52è gol amb la selecció que donà la classificació matemàtica als uruguaians.[61]
- Classificats pels vuitens de final:  Rússia (Grup A),  Uruguai (Grup A)
- Eliminats:  Aràbia Saudita (Grup A),  Egipte (Grup A),  Marroc (Grup B)

21 de juny
- Classificats pels vuitens de final:  França (Grup C),  Croàcia (Grup D)
- Eliminat:  Perú (Grup C)

22 de juny
- Eliminat:  Costa Rica (Grup E)

23 de juny
- El partit entre Bèlgica i Tunísia, amb un resultat final de 5–2, marcà el rècord de més partits seguits en una Copa del Món sense un empat a zero, amb 27. Prèviament, el rècord el tenia la Copa del Món de 1954, amb gols en tots els seus 26 partits.[62]
- Romelu Lukaku, amb dos gols davant els tunisians, es va convertir en el primer jugador d'ençà de Diego Maradona en marcar dos doblets consecutius en una Copa del Món.[63]

24 de juny
- La victòria per 6–1 d'Anglaterra sobre Panamà va ser la major de la història dels anglesos en una Copa del Món, millorant el seu rècord previ de 3–0 aconseguit en tres ocasions, així com l'única vegada que aquests hi superaven els tres gols marcats en un mateix partit.[64] En aquest mateix partit, Felipe Baloy va marcar el primer gol panameny de la història a un Mundial.[65]
- Amb el seu gol contra el Japó, el senegalès Moussa Wagué es va convertir en el golejador africà més jove de la història en una Copa del Món (19 anys i 268 dies).[66]
- Classificats pels vuitens de final:  Anglaterra (Grup G),  Bèlgica (Grup G)
- Eliminats:  Panamà (Grup G),  Tunísia (Grup G),  Polònia (Grup H)

25 de juny
- En l'últim partit d'Egipte en aquesta Copa del Món, contra l'Aràbia Saudita, el seu porter Essam El-Hadary es va convertir en el jugador més vell de la història de la competició, jugant amb 45 anys i 161 dies.[67]
- El penal assenyalat a favor de Portugal en el partit contra l'Iran va ser el 19è d'aquesta edició (8è gràcies al vídeoarbitratge), un rècord absolut a la Copa del Món, superant els 18 penals xiulats en les edicions del 1990, 1998 i 2002.[68][69]
- Classificats pels vuitens de final:  Espanya (Grup B),  Portugal (Grup B)
- Eliminat:  Iran (Grup B)

26 de juny
- L'empat a zero entre França i Dinamarca va trencar la ratxa de 37 partits consecutius amb almenys un gol, un rècord a la Copa del Món.[70]
- Classificats pels vuitens de final:  Dinamarca (Grup C),  Argentina (Grup D)
- Eliminats:  Austràlia (Grup C),  Nigèria (Grup D),  Islàndia (Grup D)

27 de juny
- L'autogol del mexicà Edson Álvarez a favor de Suècia va ser el 7è d'aquesta Copa del Món, un rècord absolut que abans retenia la Copa del Món de 1998, amb 6.[71]
- Amb la derrota per 2–0 davant Corea del Sud, Alemanya va quedar eliminada de la Copa del Món a la fase de grups per primera vegada en la seva història. Va ser la quarta vegada en les cinc últimes edicions que la vigent campiona quedà fora de la segona fase, com Espanya el 2014, Itàlia el 2010 i França el 2002 (Brasil, el 2006, sent l'única excepció).[72]
- Classificats pels vuitens de final:  Brasil (Grup E),  Suïssa (Grup E),  Suècia (Grup F),  Mèxic (Grup F)
- Eliminats:  Sèrbia (Grup E),  Corea del Sud (Grup F),  Alemanya (Grup F)

28 de juny
- Havent-se jugat tots els partits del Grup H, el Japó i el Senegal quedaren amb el mateix nombre de punts, la mateixa diferència de gols, el mateix nombre de gols a favor i empataren el seu enfrontament directe, obligant a aplicar el criteri de punts de fair play per determinar qui avançava a la segona fase i qui quedava eliminat (-4 el Japó i -6 el Senegal). Era la primera vegada a la història que es requeria d'aquest criteri per desempatar entre dos equips.[73][74]
- Classificats pels vuitens de final:  Colòmbia (Grup H),  Japó (Grup H)
- Eliminat:  Senegal (Grup H)

30 de juny
- El partit entre França i l'Argentina, amb victòria per 4–3 a favor dels francesos, va ser la primera vegada a un Mundial d'ençà d'un partit dels vuitens de final de la Copa del Món de 1986 entre la URSS i Bèlgica (3–4) que un equip perdia tot i marcar 3 gols.[75]
- Després del partit contra l'Argentina, Didier Deschamps es va convertir en el seleccionador amb més partits al capdavant de la selecció francesa, amb 80, superant Raymond Domenech.[76]
- Classificats pels quarts de final:  França,  Uruguai
- Eliminats:  Argentina,  Portugal

1 de juliol
- Espanya, que mai no havia aconseguit guanyar una selecció amfitriona en una Copa del Món, allargà la seva malastrugança en aquest aspecte perdent contra Rússia en tanda de penals; era la quarta vegada en la seva història, després de caure eliminada contra Itàlia (1934), Brasil (1950) i Corea del Sud (2002).[77] La selecció espanyola va completar més d'un miler de passades, rècord absolut de la competició, malgrat caure eliminada.[78]
- Classificats pels quarts de final:  Croàcia,  Rússia
- Eliminats:  Dinamarca,  Espanya

2 de juliol
- Mèxic va quedar eliminada a vuitens de final per setena Copa del Món consecutiva –més del doble de vegades que qualsevol altra selecció–, perdent per 2–0 contra el Brasil.[79]
- Classificats pels quarts de final:  Bèlgica,  Brasil
- Eliminats:  Japó,  Mèxic

3 de juliol
- El colombià Yerry Mina anotà un gol per tercer partit consecutiu, forçant la pròrroga contra Anglaterra, per convertir-se en el defensa més golejador de la història de la Copa del Món, igualant el rècord de 3 gols de Paul Breitner el 1974.[80]
- Classificats pels quarts de final:  Anglaterra,  Suècia
- Eliminats:  Colòmbia,  Suïssa

6 de juliol
- L'eliminació del Brasil en mans de Bèlgica i de l'Uruguai en mans de França va implicar que, per cinquena vegada a la història, hi hagués únicament seleccions europees a les semifinals d'una Copa del Món.[81] A més, seria la primera vegada en què el Brasil, Alemanya i l'Argentina estarien simultàniament absents a les semifinals.[82]
- Classificats per les semifinals:  Bèlgica,  França
- Eliminats:  Brasil,  Uruguai

7 de juliol
- Classificats per les semifinals:  Anglaterra,  Croàcia
- Eliminats:  Rússia,  Suècia

10 de juliol
- Classificat per la final:  França
- Classificat pel partit pel tercer lloc:  Bèlgica

11 de juliol
- Classificat per la final:  Croàcia
- Classificat pel partit pel tercer lloc:  Anglaterra

14 de juliol
- Amb el gol de Thomas Meunier, Bèlgica va assolir els 10 golejadors diferents al llarg de la competició, un rècord compartit amb França (1986) i Itàlia (2006).[83]
- Quart lloc:  Anglaterra
- Tercer lloc:  Bèlgica

15 de juliol
- Subcampió:  Croàcia
- Campió:  França

## Estadístiques

### Taula general
| Pos. | Equip          | Pts. | PJ | PG | PE | PP | GF | GC | Dif. | Rend.  |
| ---- | -------------- | ---- | -- | -- | -- | -- | -- | -- | ---- | ------ |
|      | França         | 19   | 7  | 6  | 1  | 0  | 14 | 6  | 8    | 90,48% |
|      | Croàcia        | 14   | 7  | 4  | 2  | 1  | 14 | 9  | 5    | 66,66% |
|      | Bèlgica        | 18   | 7  | 6  | 0  | 1  | 16 | 6  | 10   | 85,71% |
| 4    | Anglaterra     | 10   | 7  | 3  | 1  | 3  | 12 | 8  | 4    | 47,62% |
| 5    | Uruguai        | 12   | 5  | 4  | 0  | 1  | 7  | 3  | 4    | 80%    |
| 6    | Brasil         | 10   | 5  | 3  | 1  | 1  | 8  | 3  | 5    | 66,66% |
| 7    | Suècia         | 9    | 5  | 3  | 0  | 2  | 6  | 4  | 2    | 60%    |
| 8    | Rússia         | 8    | 5  | 2  | 2  | 1  | 11 | 7  | 4    | 53,33% |
| 9    | Colòmbia       | 7    | 4  | 2  | 1  | 1  | 6  | 3  | 3    | 58,33% |
| 10   | Espanya        | 6    | 4  | 1  | 3  | 0  | 7  | 6  | 1    | 50%    |
| 11   | Dinamarca      | 6    | 4  | 1  | 3  | 0  | 3  | 2  | 1    | 50%    |
| 12   | Mèxic          | 6    | 4  | 2  | 0  | 2  | 3  | 6  | -3   | 50%    |
| 13   | Portugal       | 5    | 4  | 1  | 2  | 1  | 6  | 6  | 0    | 41,66% |
| 14   | Suïssa         | 5    | 4  | 1  | 2  | 1  | 5  | 5  | 0    | 41,66% |
| 15   | Japó           | 4    | 4  | 1  | 1  | 2  | 6  | 7  | -1   | 33,33% |
| 16   | Argentina      | 4    | 4  | 1  | 1  | 2  | 6  | 9  | -3   | 33,33% |
| 17   | Senegal        | 4    | 3  | 1  | 1  | 1  | 4  | 4  | 0    | 44,44% |
| 18   | Iran           | 4    | 3  | 1  | 1  | 1  | 2  | 2  | 0    | 44,44% |
| 19   | Corea del Sud  | 3    | 3  | 1  | 0  | 2  | 3  | 3  | 0    | 33,33% |
| 20   | Perú           | 3    | 3  | 1  | 0  | 2  | 2  | 2  | 0    | 33,33% |
| 21   | Nigèria        | 3    | 3  | 1  | 0  | 2  | 3  | 4  | -1   | 33,33% |
| 22   | Alemanya       | 3    | 3  | 1  | 0  | 2  | 2  | 4  | -2   | 33,33% |
| 22   | Sèrbia         | 3    | 3  | 1  | 0  | 2  | 2  | 4  | -2   | 33,33% |
| 24   | Tunísia        | 3    | 3  | 1  | 0  | 2  | 5  | 8  | -3   | 33,33% |
| 25   | Polònia        | 3    | 3  | 1  | 0  | 2  | 2  | 5  | -3   | 33,33% |
| 26   | Aràbia Saudita | 3    | 3  | 1  | 0  | 2  | 2  | 7  | -5   | 33,33% |
| 27   | Marroc         | 1    | 3  | 0  | 1  | 2  | 2  | 4  | -2   | 11,11% |
| 28   | Islàndia       | 1    | 3  | 0  | 1  | 2  | 2  | 5  | -3   | 11,11% |
| 28   | Costa Rica     | 1    | 3  | 0  | 1  | 2  | 2  | 5  | -3   | 11,11% |
| 28   | Austràlia      | 1    | 3  | 0  | 1  | 2  | 2  | 5  | -3   | 11,11% |
| 31   | Egipte         | 0    | 3  | 0  | 0  | 3  | 2  | 6  | -4   | 0%     |
| 32   | Panamà         | 0    | 3  | 0  | 0  | 3  | 2  | 11 | -9   | 0%     |

### Golejadors

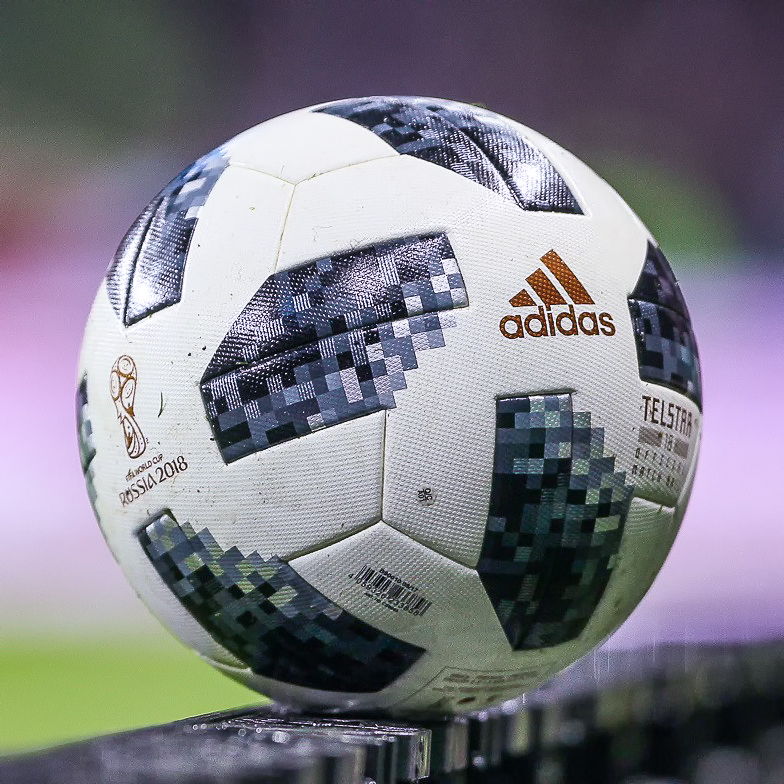
Pilota del Mundial Telstar 18

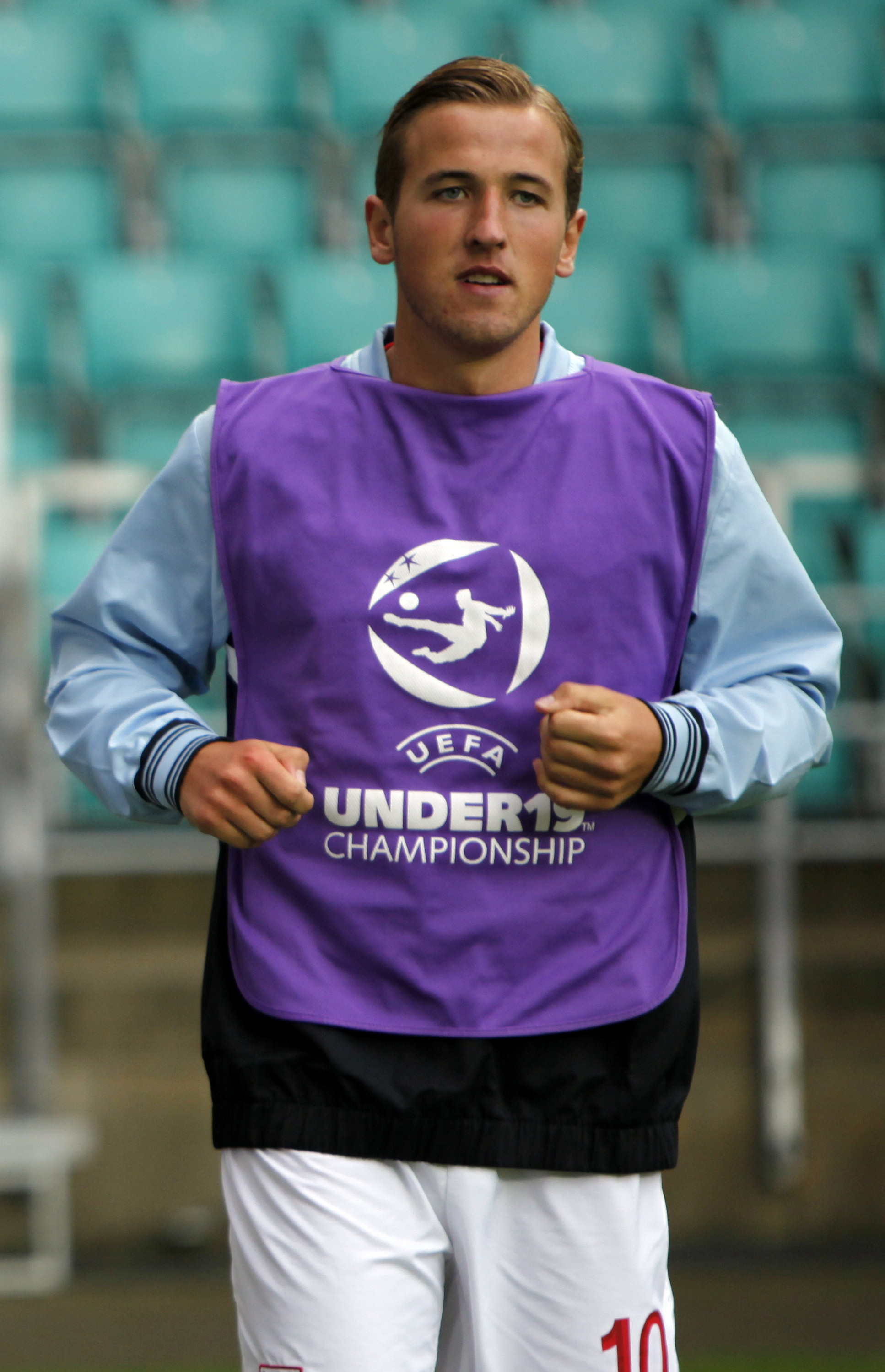
Harry Kane aconseguí la Bota d'Or del torneig, amb 6 dianes i un hat-trick

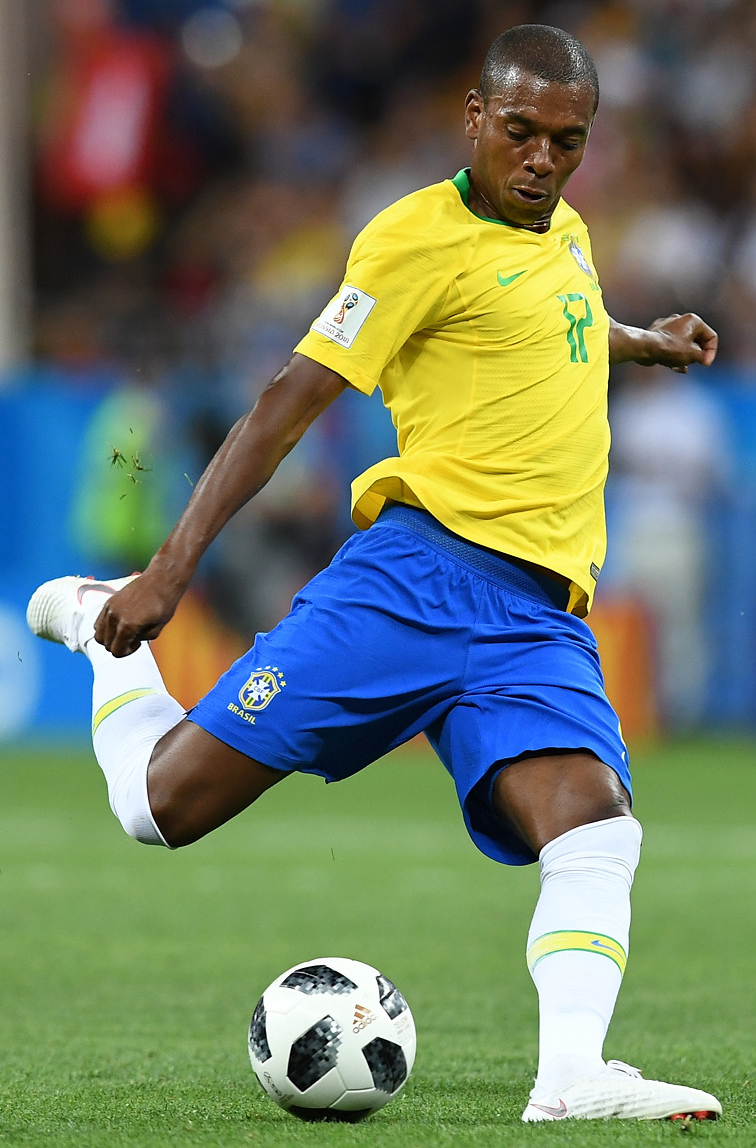
El brasiler Fernandinho, autor d'un autogol per la selecció belga. Aquesta Copa del Món fou l'escenari de 12 autogols, un rècord que duplicava l'anterior.

No computen els gols en tanda de penals.
6 gols
- Harry Kane

4 gols
- Romelu Lukaku
- Antoine Griezmann
- Kylian Mbappé
- Cristiano Ronaldo
- Denís Txérixev

3 gols
- Eden Hazard
- Yerry Mina
- Mario Mandžukić
- Ivan Perišić
- Diego Costa
- Artiom Dziuba
- Edinson Cavani

2 gols
- John Stones
- Mile Jedinak
- Sergio Agüero
- Philippe Coutinho
- Neymar
- Son Heung-min
- Luka Modrić
- Mohamed Salah
- Takashi Inui
- Ahmed Musa
- Andreas Granqvist
- Wahbi Khazri
- Luis Suárez

1 gol
- Toni Kroos
- Marco Reus
- Dele Alli
- Jesse Lingard
- Harry Maguire
- Kieran Trippier
- Salem Al-Dawsari
- Salman Al-Faraj
- Ángel Di María
- Gabriel Mercado
- Lionel Messi
- Marcos Rojo
- Michy Batshuayi
- Nacer Chadli
- Kevin De Bruyne
- Marouane Fellaini
- Adnan Januzaj
- Dries Mertens
- Thomas Meunier
- Jan Vertonghen
- Renato Augusto
- Roberto Firmino
- Paulinho
- Thiago Silva
- Juan Cuadrado
- Radamel Falcao
- Juan Quintero
- Kim Young-gwon
- Kendall Waston
- Milan Badelj
- Andrej Kramarić
- Ivan Rakitić
- Ante Rebić
- Domagoj Vida
- Christian Eriksen
- Mathias Jørgensen
- Yussuf Poulsen
- Iago Aspas
- Isco
- Nacho
- Raphaël Varane
- Benjamin Pavard
- Paul Pogba
- Samuel Umtiti
- Karim Ansarifard
- Alfreð Finnbogason
- Gylfi Sigurðsson
- Keisuke Honda
- Genki Haraguchi
- Shinji Kagawa
- Yuya Osako
- Khalid Boutaïb
- Youssef En-Nesyri
- Javier Hernández
- Hirving Lozano
- Carlos Vela
- Victor Moses
- Felipe Baloy
- André Carrillo
- Paolo Guerrero
- Jan Bednarek
- Grzegorz Krychowiak
- Ricardo Quaresma
- Pepe
- Mário Fernandes
- Iuri Gazinski
- Aleksandr Golovín
- Sadio Mané
- M'Baye Niang
- Moussa Wagué
- Aleksandar Kolarov
- Aleksandar Mitrović
- Ludwig Augustinsson
- Emil Forsberg
- Ola Toivonen
- Josip Drmić
- Blerim Džemaili
- Xherdan Shaqiri
- Granit Xhaka
- Steven Zuber
- Fakhreddine Ben Youssef
- Dylan Bronn
- Ferjani Sassi
- José Giménez

Autogols
- Aziz Behich (per  França)
- Fernandinho (per  Bèlgica)
- Mario Mandžukić (per  França)
- Ahmed Fathy (per  Rússia)
- Aziz Bouhaddouz (per  Iran)
- Edson Álvarez (per  Suècia)
- Oghenekaro Etebo (per  Croàcia)
- Yassine Meriah (per  Tunísia)
- Thiago Cionek (per  Senegal)
- Serguei Ignaxévitx (per  Espanya)
- Denís Txérixev (per  Uruguai)
- Yann Sommer (per  Costa Rica)

### Amonestacions
Un jugador amonestat amb targeta vermella, directa o indirecta, o dues targetes grogues en diferents partits rep una suspensió automàtica pel pròxim partit. En cas de targeta vermella directa, la FIFA pot decidir extendre la suspensió a més d'un partit si la falta és molt greu. En cas que un jugador acumuli dues targetes grogues o una vermella en el seu últim partit de la competició, haurà de complir la suspensió en el seu pròxim partit oficial amb la selecció nacional.
Després dels quarts de final, les amonestacions acumulades als jugadors expiren, a fi que cap jugador es perdi la final o el partit pel tercer lloc per acumulació de targetes grogues.
- Carlos Sánchez (suspès contra  Polònia)

- Michael Lang

- Jérôme Boateng (suspès contra  Corea del Sud)
- Ígor Smólnikov (suspès contra  Espanya)

- Sebastian Larsson (suspès contra  Suïssa)

- Harry Maguire
- Kyle Walker
- Éver Banega
- Javier Mascherano
- Nicolás Otamendi
- Toby Alderweireld
- Thomas Meunier (suspès contra  França)
- Jan Vertonghen
- Casemiro (suspès contra  Bèlgica)
- Wílmar Barrios
- Jung Woo-young
- Marcelo Brozović (suspès contra  Islàndia)
- Mario Mandžukić
- Ante Rebić
- Šime Vrsaljko
- Mathias Jørgensen
- Yussuf Poulsen (suspès contra  França)
- Lucas Hernández
- N'Golo Kanté
- Blaise Matuidi (suspès contra  Uruguai)
- Kylian Mbappé
- Karim El Ahmadi
- Héctor Herrera
- Héctor Moreno (suspès contra  Brasil)
- Armando Cooper (suspès contra  Tunísia)
- Michael Murillo (suspès contra  Tunísia)
- Cristiano Ronaldo
- Iuri Gazinski
- M'Baye Niang
- Nemanja Matić
- Aleksandar Mitrović
- Mikael Lustig (suspès contra  Anglaterra)
- Valon Behrami
- Stephan Lichtsteiner (suspès contra  Suècia)
- Fabian Schär (suspès contra  Suècia)
- Ferjani Sassi
- Rodrigo Bentancur

- Mats Hummels
- Thomas Müller
- Jordan Henderson
- Jesse Lingard
- Ruben Loftus-Cheek
- John Stones
- Taisir Al-Jassim
- Marcos Acuña
- Gabriel Mercado
- Lionel Messi
- Marcos Rojo
- Nicolás Tagliafico
- Daniel Arzani
- Aziz Behich
- Mile Jedinak
- Mathew Leckie
- Mark Milligan
- Josh Risdon
- Tom Rogić
- Kevin De Bruyne
- Leander Dendoncker
- Eden Hazard
- Youri Tielemans
- Axel Witsel
- Philippe Coutinho
- Fagner
- Fernandinho
- Filipe Luís
- Neymar
- Santiago Arias
- Carlos Bacca
- Juan Cuadrado
- Radamel Falcao
- Johan Mojica
- James Rodríguez
- Hwang Hee-chan
- Kim Shin-wook
- Kim Young-gwon
- Lee Jae-sung
- Lee Seung-woo
- Lee Yong
- Moon Seon-min
- Son Heung-min
- Johnny Acosta
- Francisco Calvo
- Joel Campbell
- Cristian Gamboa
- David Guzmán
- Kendall Waston
- Vedran Ćorluka
- Tin Jedvaj
- Dejan Lovren
- Josip Pivarić
- Marko Pjaca
- Ivan Rakitić
- Ivan Strinić
- Domagoj Vida
- Thomas Delaney
- Pione Sisto
- Ahmed Fathy
- Ali Gabr
- Ahmed Hegazi
- Sam Morsy
- Trézéguet
- Sergi Busquets
- Gerard Piqué
- Olivier Giroud
- Benjamin Pavard
- Paul Pogba
- Corentin Tolisso
- Vahid Amiri
- Karim Ansarifard
- Sardar Azmoun
- Omid Ebrahimi
- Ehsan Hajsafi
- Alireza Jahanbakhsh
- Masoud Shojaei
- Alfreð Finnbogason
- Emil Hallfreðsson
- Birkir Már Sævarsson
- Makoto Hasebe
- Takashi Inui
- Eiji Kawashima
- Tomoaki Makino
- Gaku Shibasaki
- Karim El Ahmadi
- Noureddine Amrabat
- Medhi Benatia
- Mbark Boussoufa
- Manuel da Costa
- Achraf Hakimi
- Munir Mohand Mohamedi
- Edson Álvarez
- Jesús Gallardo
- Andrés Guardado
- Miguel Layún
- Carlos Salcedo
- Leon Balogun
- Brian Idowu
- John Obi Mikel
- William Troost-Ekong
- Ricardo Ávila
- Édgar Joel Bárcenas
- Erick Davis
- Fidel Escobar
- Aníbal Godoy
- Gabriel Gómez
- Luis Tejada
- Pedro Aquino
- Paolo Guerrero
- Paolo Hurtado
- Renato Tapia
- Yoshimar Yotún
- Jan Bednarek
- Jacek Góralski
- Grzegorz Krychowiak
- Bruno Fernandes
- Raphaël Guerreiro
- Ricardo Quaresma
- Adrien Silva
- Cédric Soares
- Aleksandr Golovín
- Ilya Kutepov
- Fiódor Smólov
- Roman Zobnin
- Idrissa Gueye
- Cheikh N'Doye
- Youssouf Sabaly
- Salif Sané
- Branislav Ivanović
- Adam Ljajić
- Milinković-Savić
- Luka Milivojević
- Aleksandar Prijović
- Viktor Claesson
- Albin Ekdal
- John Guidetti
- Xherdan Shaqiri
- Granit Xhaka
- Denis Zakaria
- Anice Badri
- Ghailene Chaalali
- Cristian Rodríguez

### Premis
Les següents distincions foren atorgades a la conclusió del torneig. La bota d'or, la pilota d'or i el guant d'or eren patrocinats per Adidas.
| Pilota d'Or                 | Pilota d'Argent   | Pilota de Bronze  |
| --------------------------- | ----------------- | ----------------- |
| Luka Modrić                 | Eden Hazard       | Antoine Griezmann |
| Bota d'Or                   | Bota d'Argent     | Bota de Bronze    |
| Harry Kane                  | Antoine Griezmann | Romelu Lukaku     |
| 6 gols, 0 assist.           | 4 gols, 2 assist. | 4 gols, 1 assist. |
| Guant d'Or                  |                   |                   |
| Thibaut Courtois            |                   |                   |
| Millor Jugador Jove         |                   |                   |
| Kylian Mbappé               |                   |                   |
| Premi al Joc Net de la FIFA |                   |                   |
| Espanya                     |                   |                   |

### Jugador del partit
Aquest és un premi individual concedit al final de cadascun dels 64 partits de la competició al millor jugador de cada partit. Oficialment i per motius de patrocini és anomenat «Jugador Budweiser del Partit» i es escollit mitjançant una votació pública a la pàgina web de la FIFA durant la segona part de cada partit.
| Fase de grups - Jornada 1 | Fase de grups - Jornada 1 | Fase de grups - Jornada 2 | Fase de grups - Jornada 2 | Fase de grups - Jornada 3 | Fase de grups - Jornada 3 | Vuitens, Quarts, Semifinals, tercer lloc i Final | Vuitens, Quarts, Semifinals, tercer lloc i Final |
| Jugador                   | Partit                    | Jugador                   | Partit                    | Jugador                   | Partit                    | Jugador                                          | Partit                                           |
| ------------------------- | ------------------------- | ------------------------- | ------------------------- | ------------------------- | ------------------------- | ------------------------------------------------ | ------------------------------------------------ |
| Denís Txérixev            | 5:0                       | Denís Txérixev            | 3:1                       | Luis Suárez               | 3:0                       | Kylian Mbappé                                    | 4:3                                              |
| Mohamed El-Shenawy        | 0:1                       | Cristiano Ronaldo         | 1:0                       | Mohamed Salah             | 2:1                       | Edinson Cavani                                   | 2:1                                              |
| Amine Harit               | 0:1                       | Luis Suárez               | 1:0                       | Ricardo Quaresma          | 1:1                       | Igor Akinfeev                                    | 1(3):1(4)                                        |
| Cristiano Ronaldo         | 3:3                       | Diego Costa               | 0:1                       | Isco                      | 2:2                       | Kasper Schmeichel                                | 1(3):1(2)                                        |
| Antoine Griezmann         | 2:1                       | Christian Eriksen         | 1:1                       | N'Golo Kanté              | 0:0                       | Neymar                                           | 2:0                                              |
| Hannes Þór Halldórsson    | 1:1                       | Kylian Mbappé             | 1:0                       | André Carrillo            | 0:2                       | Eden Hazard                                      | 3:2                                              |
| Yussuf Poulsen            | 0:1                       | Luka Modrić               | 0:3                       | Lionel Messi              | 1:2                       | Emil Forsberg                                    | 1:0                                              |
| Luka Modrić               | 2:0                       | Philippe Coutinho         | 2:0                       | Milan Badelj              | 1:2                       | Harry Kane                                       | 1(3):1(4)                                        |
| Aleksandar Kolarov        | 0:1                       | Ahmed Musa                | 2:0                       | Cho Hyun-woo              | 2:0                       | Antoine Griezmann                                | 0:2                                              |
| Hirving Lozano            | 0:1                       | Xherdan Shaqiri           | 1:2                       | Ludwig Augustinsson       | 0:3                       | Kevin De Bruyne                                  | 1:2                                              |
| Philippe Coutinho         | 1:1                       | Eden Hazard               | 5:2                       | Paulinho                  | 0:2                       | Jordan Pickford                                  | 0:2                                              |
| Andreas Granqvist         | 1:0                       | Javier Hernández          | 1:2                       | Blerim Džemaili           | 2:2                       | Luka Modric                                      | 2(3):2(4)                                        |
| Romelu Lukaku             | 3:0                       | Marco Reus                | 2:1                       | Jan Bednarek              | 0:1                       | Samuel Umtiti                                    | 1:0                                              |
| Harry Kane                | 1:2                       | Harry Kane                | 6:1                       | Yerry Mina                | 0:1                       | Ivan Perišić                                     | 1:2                                              |
| Yuya Osako                | 1:2                       | Sadio Mané                | 2:2                       | Adnan Januzaj             | 0:1                       | Eden Hazard                                      | 2:0                                              |
| M'Baye Niang              | 1:2                       | James Rodríguez           | 0:3                       | Fakhreddine Ben Youssef   | 1:2                       | Antoine Griezmann                                | 4:2                                              |